# محطة قطار العجيبة
محطة العجيبة هي محطة سكة حديد جزائرية تقع في بلدية العجيبة بولاية البويرة .

## الموقع في السكك الحديدية
تَقع المحطة غرب مدينة العجيبة على خط الجزائر-سكيكدة حيث تسبقها محطة بشلول وتتبعها محطة أحنيف .

## خدمة الركاب

### خدمة
تخدم محطة العجيبة القطارات الإقليمية:
- الجزائر - سطيف ؛
- الجزائر - بجاية  .

## أٌنظر أيضا

### مَقالات ذات صلة
- خط من الجزائر إلى سكيكدة
- قائمة محطات القطارات في الجزائر

### رَابط خارجي
- "SNTF". Société nationale des transports ferroviaires (SNTF). مؤرشف من الأصل في 2025-07-02..

قالب:Desserte gare/début
قالب:Desserte gare
قالب:Desserte gare
قالب:Desserte gare/fin